# Shannon Cochran
Pour les articles homonymes, voir Cochran.
Shannon Cochran, née le 7 août 1958, est une actrice américaine. Bien qu'elle ait de nombreux rôles à son actif, elle est particulièrement connue pour avoir joué la mystérieuse Anna Morgan dans le film d'horreur Le Cercle (The Ring, 2002).
Cochran a joué la mère de Pam Beesly dans l'épisode Harcèlement sexuel (Sexual Harassment) de la série The Office (remplacée plus tard par Linda Purl).

## Filmographie
Sauf indication contraire, les informations mentionnées dans cette section peuvent être confirmées par la base de données cinématographiques IMDb,  présente dans la section « Liens externes ».

### Cinéma
- 1992 : Gentleman Babe (Babe) d'Arthur Hiller : le vendeur de tickets
- 2002 : Le Cercle (The Ring) de Gore Verbinski : Anna Morgan
- 2002 : Star Trek : Nemesis (Star Trek: Nemesis) de Stuart Baird : Sénatrice Tal'aura
- 2005 : Le Cercle 2 (The Ring Two) de Hideo Nakata : Anna Morgan (images d'archive)
- 2006 : The Substance of Things Hoped For de Greg Morgan : Dr Drury
- 2011 : The Perfect Family d'Anne Renton : Mary Donovan
- 2017 : Le Cercle : Rings (Rings) de F. Javier Gutiérrez : Anna Morgan (images d'archive)

### Télévision
- 1993 : New York Police Blues (NYPD Blue) : Lois (saison 1, épisodes 1 et 2)
- 1994 : Star Trek : La Nouvelle Génération (Star Trek: The Next Generation) : Kalita (saison 7, épisode 24)
- 1994 : Star Trek: Deep Space Nine : Kalita / Sirella (saison 3, épisode 9 ; saison 6, épisode 7)
- 1995 : La Fête à la maison (Full House) : Morgan (saison 8, épisodes 23 et 24)
- 2005 : The Office : Helene Beesly (saison 2, épisode 2)